# Lebmach, Šentvid ob Glini
Lebmach je naselje v Občini Šentvid ob Glini v Okraju Šentvid ob Glini na Koroškem v Avstriji.